# Воронин, Анатолий Викторович
Анатолий Викторович Воро́нин (род. 6 сентября 1959 года, Ревда, Мурманская область) — российский учёный, доктор технических наук, ректор Петрозаводского государственного университета (с 2006 года).

## Биография

### Образование, учёные степени и звания
В 1976—1978 гг. обучался в Московском институте электронной техники по специальности «Техническая кибернетика».
В 1979—1983 гг. обучался в Петрозаводском государственном университете по специальности «Математика», окончил с дипломом с отличием.
В 1983—1986 гг. обучался в аспирантуре Петрозаводского государственного университета по специальности «Математическое и программное обеспечение вычислительных машин и систем».
В 1988 году защитил кандидатскую диссертацию на тему «Метод повышения эффективности интерактивного взаимодействия с вычислительной системой».
В 1993 году присвоено учёное звание доцента по кафедре прикладной математики и кибернетики.
В 2005 году защитил докторскую диссертацию на тему «Модели, методы и алгоритмы комплексного планирования и управления материальными потоками в многоуровневых территориально распределенных транспортно-производственных системах».
В 2006 году присвоено учёное звание профессора по кафедре прикладной математики и кибернетики.
У Анатолия Викторовича есть старший брат — Алексей (1957 г.р.), выпускник Петрозаводского государственного университета, доктор исторических наук, профессор, преподаватель Мурманского арктического университета.

### Работа в ПетрГУ
В 1986—1992 гг. — преподаватель, старший преподаватель, доцент кафедры прикладной математики и кибернетики.
В 1992—2018 гг. — заведующий кафедрой прикладной математики и кибернетики.
В 1996—1999 гг. — проректор по учебной работе Петрозаводского государственного университета.
В 1999—2006 гг. — первый проректор Петрозаводского государственного университета.
С 2006 г. — ректор Петрозаводского государственного университета.

## Санкции
6 марта 2022 года после вторжения России на Украину подписал письмо в поддержу российской агрессии и обращение Совета ректоров вузов Карелии и республиканской Ассоциации профессиональных образовательных организаций в поддержку вторжения. С 9 июня 2022 года находится под персональными санкциями Украины за поддержку войны. Также был внесён ФБК в список коррупционеров и разжигателей войны за поддержку нападения на Украину, 16 марта 2022 года форумом свободной России внесён в санкционный «Список Путина» с предложением введения против него международных санкций.

## Научная деятельность
Область научных интересов: математическое моделирование систем управления, планирование работы крупных предприятий, организаций и комплексов, методы решения оптимизационных задач и их применение в управлении организациями и предприятиями, проектирование прикладных и административных информационных систем, системы автоматизации предприятий.
Под руководством А. В. Воронина в университете ведутся комплексные исследования по проблемам развития высшей школы, региональным и международным программам, проводятся научные и научно-методические всероссийские и международные конференции, регулярно издаются учебники и научные монографии. А. В. Воронин принимал участие в качестве председателя и зам. председателя оргкомитетов по подготовке и проведению более 70 международных, всероссийских и региональных конференций и семинаров. Является автором и соавтором более 160 научных и учебно-методических работ, в том числе 11 монографий.
Под научным руководством А. В. Воронина защищены 1 докторская и 6 кандидатских диссертаций.
А. В. Воронин — руководитель более 100 международных и всероссийских проектов и программ, хоздоговорных работ с российскими и зарубежными предприятиями. В ПетрГУ по инициативе А. В. Воронина создан и успешно функционирует крупнейший на Северо-Западе университетский IT-парк, в котором работает более 300 специалистов.
Университет последовательно и динамично развивает научно-образовательное и инновационное сотрудничество с ведущими российскими и зарубежными университетами, научными организациями и предприятиями.

## Награды
- Медаль «За заслуги перед Республикой Карелия» (30 августа 2024 года) — за высокие достижения и заслуги перед Республикой Карелия и её жителями в научно-педагогической деятельности и большой вклад в подготовку квалифицированных специалистов для отраслей экономики и социальной сферы Республики Карелия[7]
- Благодарственное письмо Главы Петрозаводского городского округа (2021)
- Почетная грамота Законодательного собрания РК (2020)
- Почетная грамота Министерства здравоохранения РК (2020)
- Звание «Почетный гражданин г. Петрозаводска» (2019)[8]
- Орден Почёта (2019)
- Почетный знак «За вклад в развитие Республики Карелия» (2019)
- Благодарность Президента Российской Федерации (2018)
- Благодарственное письмо Президента Российской Федерации (2018)
- Лауреат премии Правительства Российской Федерации в области образования (2011)
- Орден Дружбы (2009 год) — за достигнутые трудовые успехи и многолетнюю плодотворную работу[9]
- Почетная грамота г. Петрозаводска (2005)
- Медаль ордена «За заслуги перед Отечеством» II степени (17 июня 2003 года) — за большой вклад в социально-экономическое развитие города Петрозаводска Республики Карелия и в связи с 300-летием его основания[10]
- Почетное звание «Почетный работник высшего профессионального образования Российской Федерации» (2000)
- Почетная грамота Республики Карелия (1999)